# Carajazinho
Carajazinho é uma localidade rural do município brasileiro de Entre-Ijuís, no Rio Grande do Sul. Pode ser acessado através de estradas vicinais, distando cerca de 28 quilômetros da sede municipal. Fica próximo à divisa com o município de Eugênio de Castro.